# Linnaemya frater
Linnaemya frater is een vliegensoort uit de familie van de sluipvliegen (Tachinidae). De wetenschappelijke naam van de soort is voor het eerst geldig gepubliceerd in 1859 door Camillo Róndani.